# Abyssidrilus remus
Abyssidrilus remus är en ringmaskart som först beskrevs av Erséus 1979.  Abyssidrilus remus ingår i släktet Abyssidrilus och familjen glattmaskar. Inga underarter finns listade i Catalogue of Life.